# Coustaussa

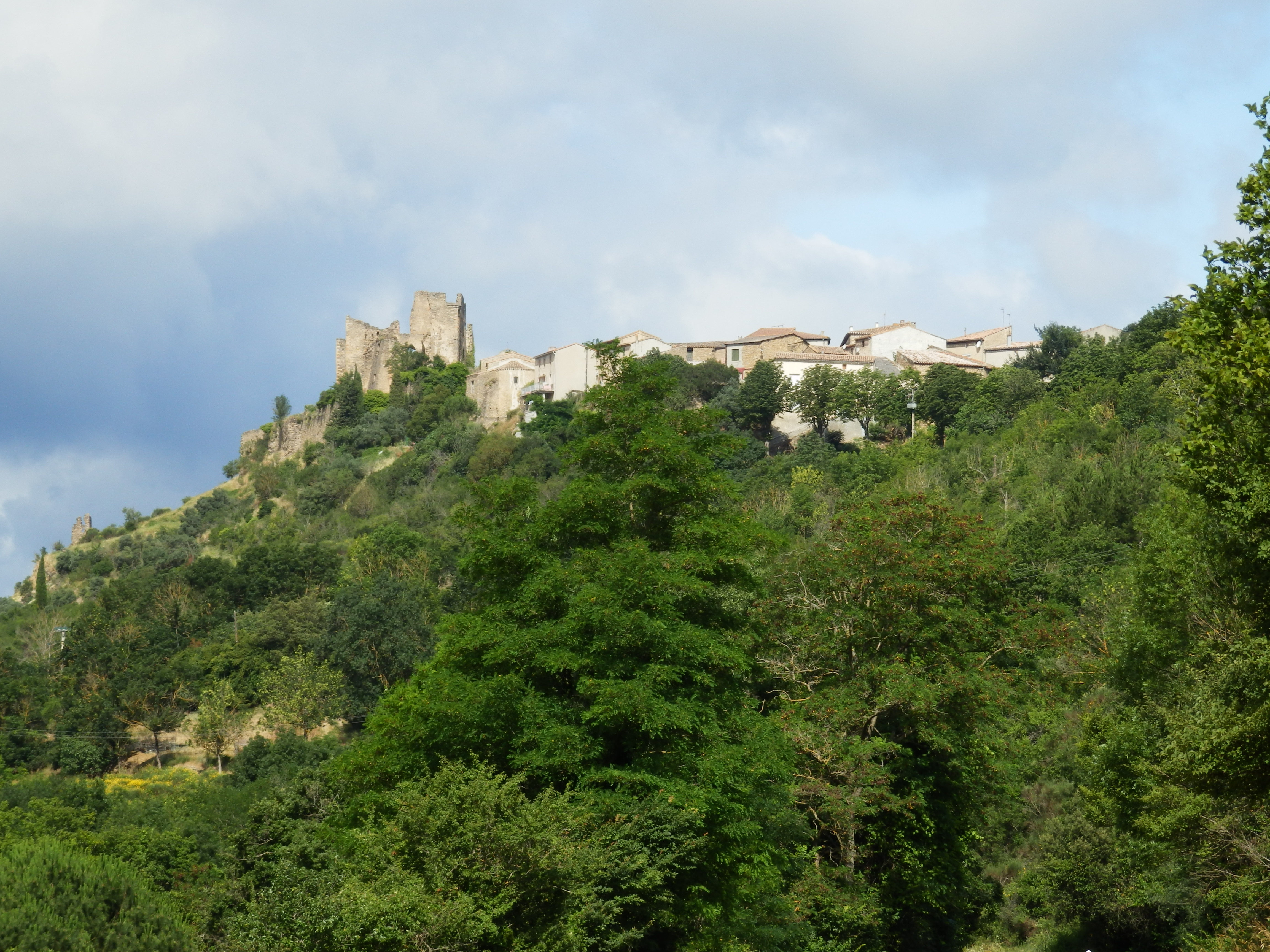

Coustaussa  est une commune française située dans le Sud-Ouest du département de l'Aude en région Occitanie.
Sur le plan historique et culturel, la commune fait partie du massif des Corbières, un chaos calcaire formant la transition entre le Massif central et les Pyrénées. Exposée à un climat méditerranéen, elle est drainée par la Sals. La commune possède un patrimoine naturel remarquable : un site Natura 2000 (les « hautes Corbières ») et une zone naturelle d'intérêt écologique, faunistique et floristique. 
Coustaussa est une commune rurale qui compte 50 habitants en 2022, après avoir connu un pic de population de 208 habitants en 1836. Ses habitants sont appelés les Coustaussans ou  Coustaussanes.
Le patrimoine architectural de la commune comprend un immeuble protégé au titre des monuments historiques : le château, inscrit en 1948.

## Géographie

### Localisation
Coustaussa est une commune située dans la haute vallée de l’Aude sur le Sals entre Arques et Couiza.

### Communes limitrophes
Les communes limitrophes sont  Cassaignes, Couiza, Luc-sur-Aude et Rennes-les-Bains.
| Luc-sur-Aude | Cassaignes |                  |
|              | Coustaussa |                  |
| Couiza       |            | Rennes-les-Bains |

### Géologie et relief
Coustaussa se situe en zone de sismicité 3 (sismicité modérée).

### Hydrographie

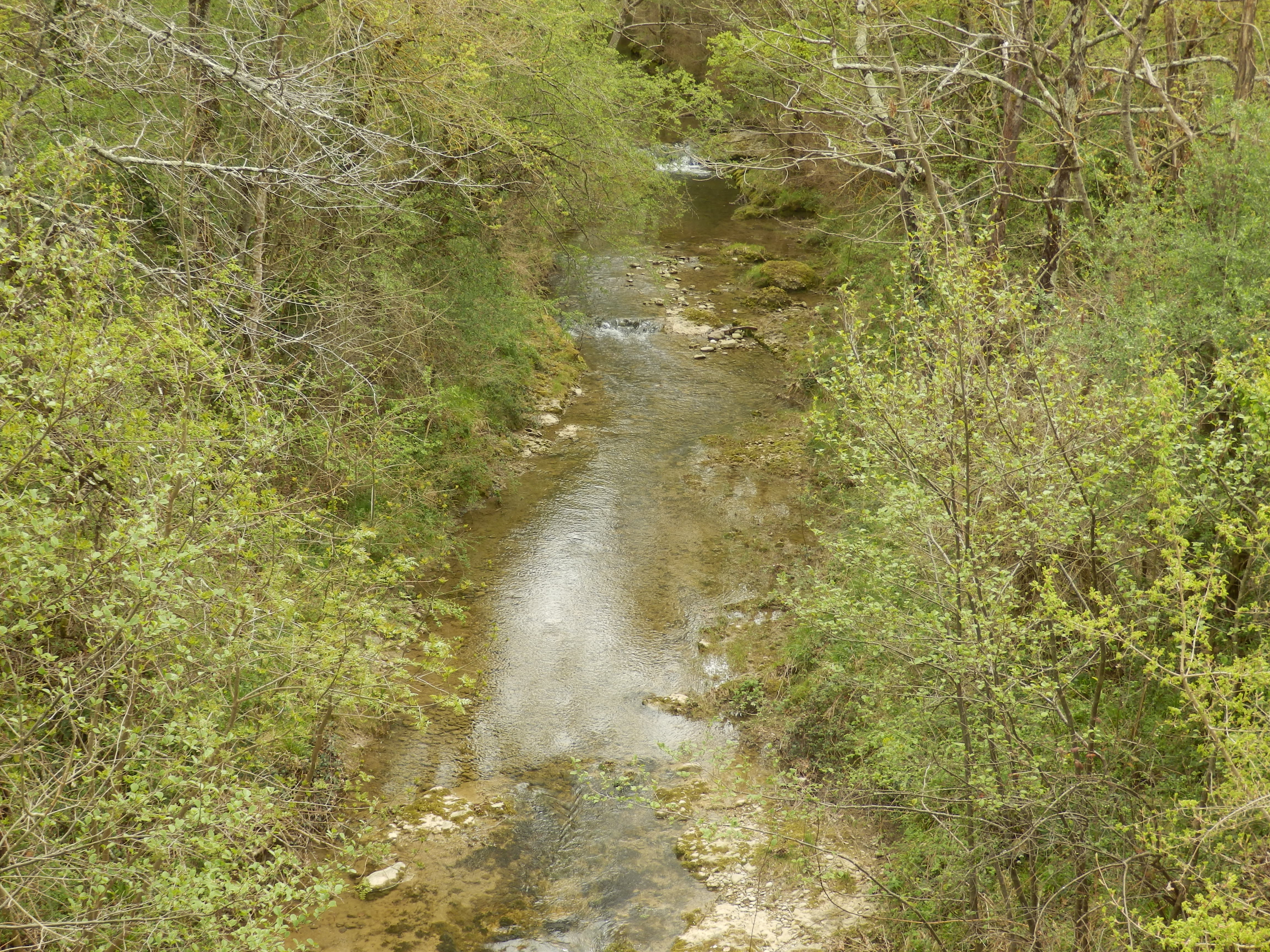
L'Ambronne à Courtauly.

Elle est drainée par la Sals, qui constituent un réseau hydrographique de 3 km de longueur totale,.
La Sals, d'une longueur totale de 19,9 km, prend sa source dans la commune de Sougraigne et s'écoule d'est en ouest, puis vers le nord, puis à nouveau vers l'ouest. Elle traverse la commune et se jette dans l'Aude à Couiza, après avoir traversé 5 communes.

### Climat
Pour des articles plus généraux, voir Climat de l'Occitanie et Climat de l'Aude.
En 2010, le climat de la commune est de type climat méditerranéen altéré, selon une étude s'appuyant sur une série de données couvrant la période 1971-2000. En 2020, Météo-France publie une typologie des climats de la France métropolitaine dans laquelle la commune est exposée à un climat de montagne ou de marges de montagne et est dans la région climatique Pyrénées orientales, caractérisée par une faible pluviométrie, un très bon ensoleillement (2 600 h/an), un air sec, particulièrement en hiver et peu de brouillards.
Pour la période 1971-2000, la température annuelle moyenne est de 13,2 °C, avec  une amplitude thermique annuelle de 15,3 °C. Le cumul annuel moyen de précipitations est de 953 mm, avec 10,7 jours de précipitations en janvier et 5,2 jours en juillet. Pour la période 1991-2020 la température moyenne annuelle observée sur la station météorologique la plus proche, située sur la commune de Granès à 5 km à vol d'oiseau, est de 13,5 °C et le cumul annuel moyen de précipitations est de 724,6 mm,. Pour l'avenir, les paramètres climatiques de la commune estimés pour 2050 selon différents scénarios d’émission de gaz à effet de serre sont consultables sur un site dédié publié par Météo-France en novembre 2022.

### Milieux naturels et biodiversité

#### Réseau Natura 2000

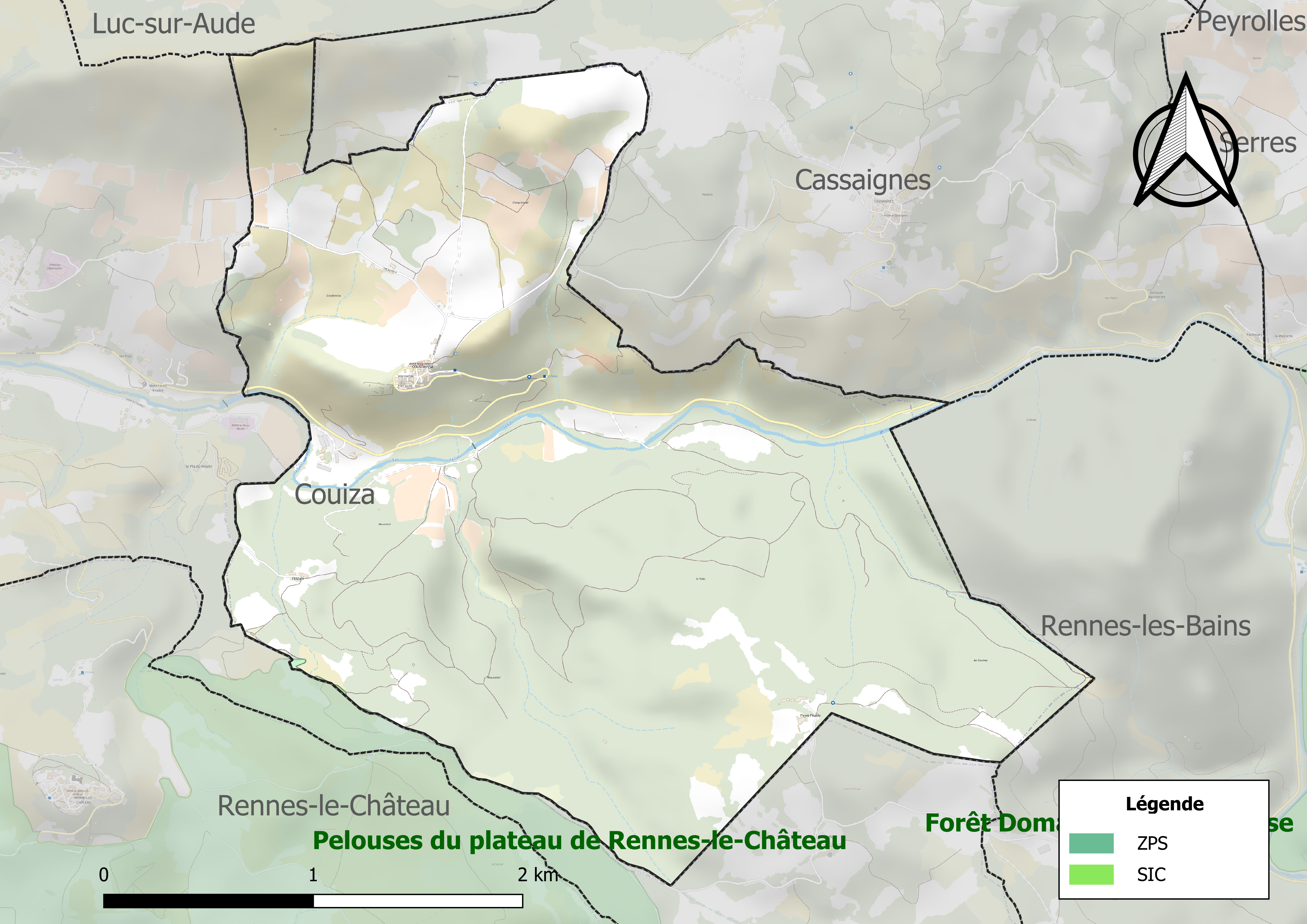
Sites Natura 2000 sur le territoire communal.

Le réseau Natura 2000 est un réseau écologique européen de sites naturels d'intérêt écologique élaboré à partir des directives habitats et oiseaux, constitué de zones spéciales de conservation (ZSC) et de zones de protection spéciale (ZPS).
Un site Natura 2000 a été défini sur la commune au titre  de la directive oiseaux : les « hautes Corbières », d'une superficie de 28 398 ha, accueillant une avifaune riche et diversifiée : rapaces tels que les Busards, l'Aigle Royal, le Circaète Jean-le-Blanc, qui trouvent sur place des conditions favorables à la nidification et à leur alimentation du fait de l'importance des milieux ouverts.

#### Zones naturelles d'intérêt écologique, faunistique et floristique

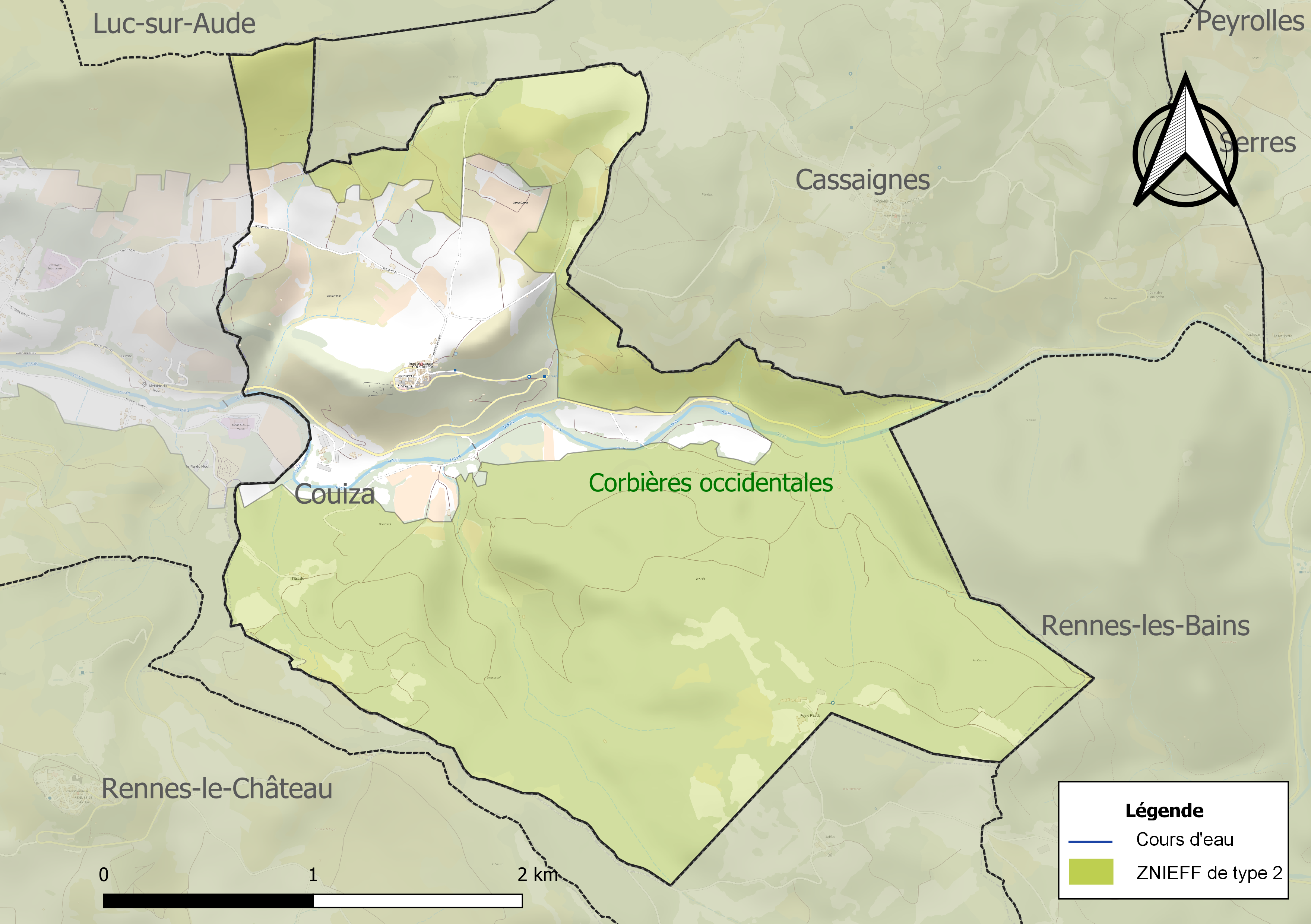
Carte de la ZNIEFF de type 2 localisée sur la commune.

L’inventaire des zones naturelles d'intérêt écologique, faunistique et floristique (ZNIEFF) a pour objectif de réaliser une couverture des zones les plus intéressantes sur le plan écologique, essentiellement dans la perspective d’améliorer la connaissance du patrimoine naturel national et de fournir aux différents décideurs un outil d’aide à la prise en compte de l’environnement dans l’aménagement du territoire.
Une ZNIEFF de type 2 est recensée sur la commune :
les « Corbières occidentales » (59 005 ha), couvrant 66 communes du département.

## Urbanisme

### Typologie
Au 1er janvier 2024, Coustaussa est catégorisée commune rurale à habitat très dispersé, selon la nouvelle grille communale de densité à 7 niveaux définie par l'Insee en 2022.
Elle est située hors unité urbaine et hors attraction des villes,.

### Occupation des sols
L'occupation des sols de la commune, telle qu'elle ressort de la base de données européenne d’occupation biophysique des sols Corine Land Cover (CLC), est marquée par l'importance des forêts et milieux semi-naturels (73,4 % en 2018), en diminution par rapport à 1990 (77,4 %). La répartition détaillée en 2018 est la suivante : forêts (52,4 %), milieux à végétation arbustive et/ou herbacée (21 %), zones agricoles hétérogènes (19,7 %), cultures permanentes (6,9 %). L'évolution de l’occupation des sols de la commune et de ses infrastructures peut être observée sur les différentes représentations cartographiques du territoire : la carte de Cassini (XVIIIe siècle), la carte d'état-major (1820-1866) et les cartes ou photos aériennes de l'IGN pour la période actuelle (1950 à aujourd'hui).

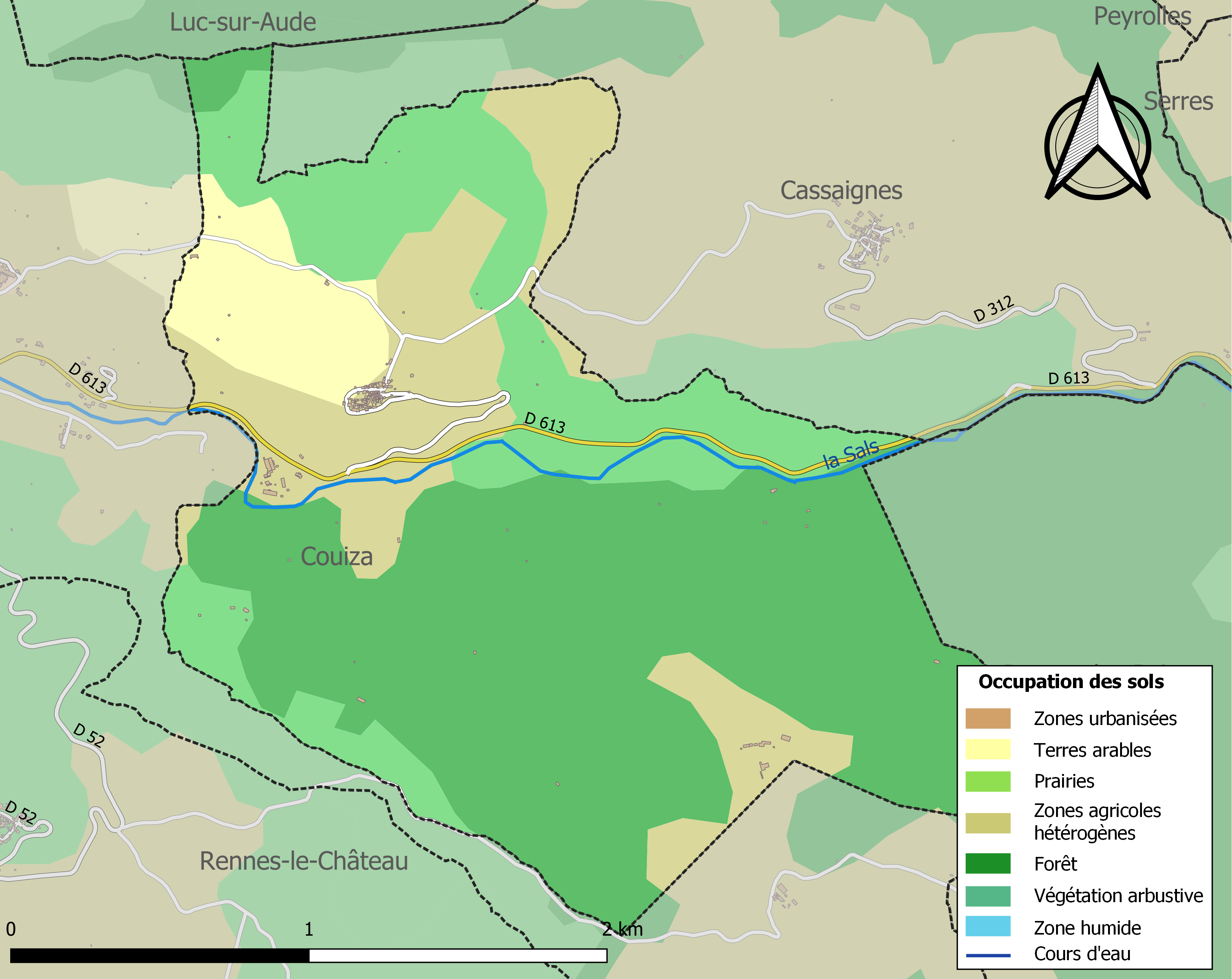
Carte des infrastructures et de l'occupation des sols de la commune en 2018 (CLC).

### Risques majeurs
Le territoire de la commune de Coustaussa est vulnérable à différents aléas naturels : météorologiques (tempête, orage, neige, grand froid, canicule ou sécheresse), feux de forêts et séisme (sismicité modérée). Il est également exposé à un risque technologique, la rupture d'un barrage. Un site publié par le BRGM permet d'évaluer simplement et rapidement les risques d'un bien localisé soit par son adresse soit par le numéro de sa parcelle.

#### Risques naturels

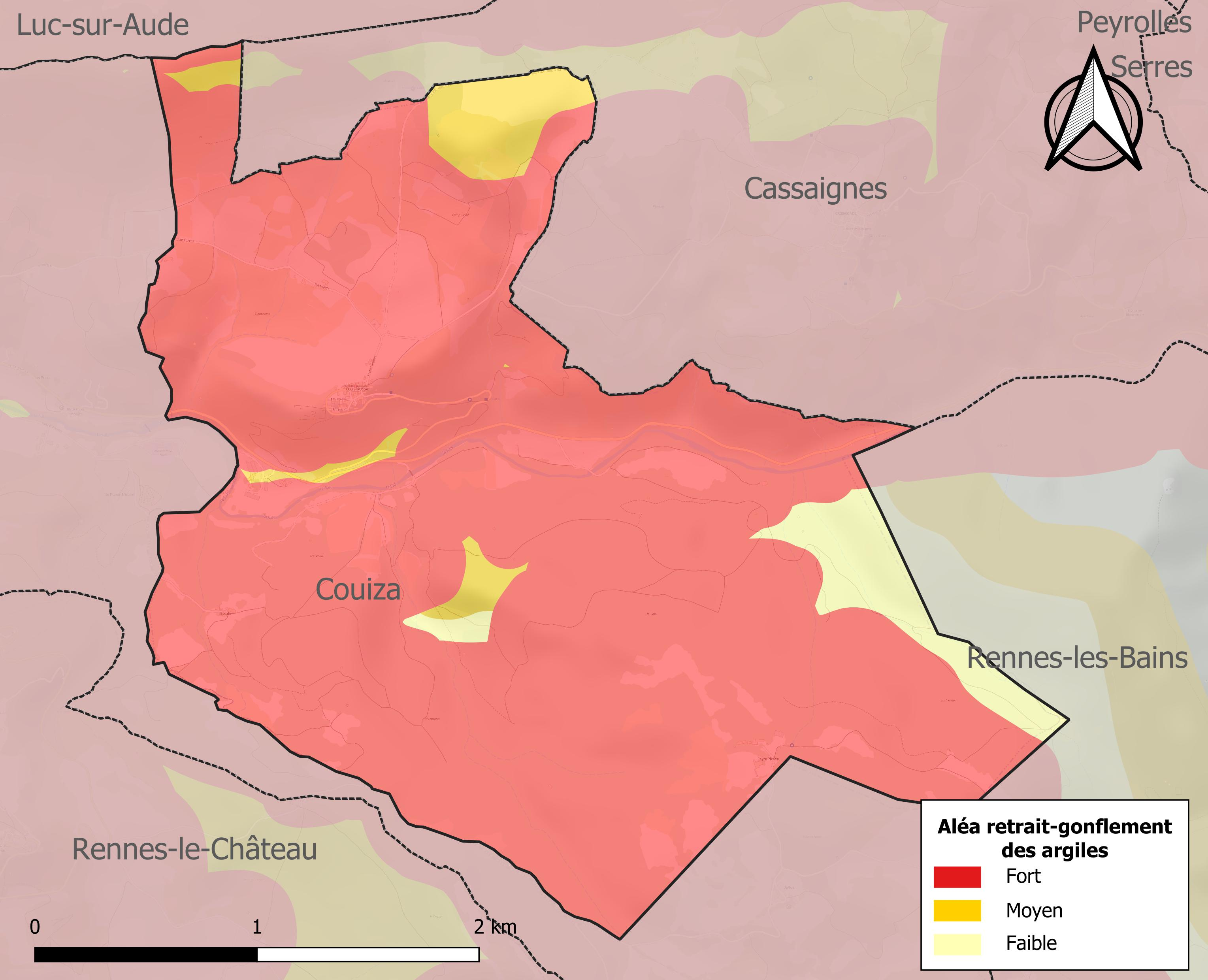
Carte des zones d'aléa retrait-gonflement des sols argileux de Coustaussa.

Le retrait-gonflement des sols argileux est susceptible d'engendrer des dommages importants aux bâtiments en cas d’alternance de périodes de sécheresse et de pluie. 95,8 % de la superficie communale est en aléa moyen ou fort (75,2 % au niveau départemental et 48,5 % au niveau national). Sur les 38 bâtiments dénombrés sur la commune en 2019, 38 sont en aléa moyen ou fort, soit 100 %, à comparer aux 94 % au niveau départemental et 54 % au niveau national. Une cartographie de l'exposition du territoire national au retrait gonflement des sols argileux est disponible sur le site du BRGM,.

#### Risques technologiques
La commune est en outre située en aval des barrages de Matemale et de Puyvalador, deux ouvrages de classe A, situés dans le département des Pyrénées-Orientales. À ce titre elle est susceptible d’être touchée par l’onde de submersion consécutive à la rupture d'un de ces ouvrages.

## Histoire
Il semble, comme dans de nombreux sites de la région, qu'un site wisigoth existe en ce lieu dès 730. Plus tard, au XIe siècle, un village fortifié semble construit sur le plateau: "Villam quae vocatur Constantium".
En 1157, à la demande du Vicomte de Trencavel, un castellum est construit sur un éperon avancé de la vallée de Sals. Ce château fut confié à Pierre de Villar.
Au XIIe siècle, la seigneurie et la forteresse de Coustaussa, tenue par la famille de Villar, sont occupés sans combat en 1210 par Simon IV de Montfort qui commande les armées croisées contre les Albigeois. À l'automne 1211, le soulèvement de Castelnaudary poussa le seigneur de Coutaussa à se rebeller contre les "envahisseurs". Montfort dut assiéger le castellum. Il fit massacrer la garnison, piller et brûler le village.
En 1212, le territoire est confié à la famille de Montesquieu de Sault seigneur de Roquefort de Sault, plus "sage" que son ancien propriétaire. Le château ne fut plus jamais inquiété par des"ennemis".
Au XIVe siècle, elle était entre les mains de la famille de Fenouillet. En 1367, par le mariage de Géraude de Fenouillet avec Saïx de Montesquieu, la seigneurie passa aux Montesquieu qui la conservèrent jusqu'à la Révolution.
Dans la nuit du 31 octobre au 1er novembre 1897, le curé du village, Antoine Gélis, fut sauvagement assassiné par des inconnus ; ce meurtre, peut-être relié à l'affaire de Rennes-le-Château, n'a pas été élucidé mais conserve sa part de mystère : l'abbé Gélis disposait de sommes particulièrement importantes dissimulées dans toute la maison et qui ne furent pas dérobées, alors que des documents furent certainement emportés par les meurtriers. Sa tombe se trouve dans l'ancien cimetière du village.

## Politique et administration

### Découpage territorial
La commune de Coustaussa est membre de la communauté de communes du Limouxin, un établissement public de coopération intercommunale (EPCI) à fiscalité propre créé le 2 décembre 2016 dont le siège est à Limoux. Ce dernier est par ailleurs membre d'autres groupements intercommunaux.
Sur le plan administratif, elle est rattachée à l'arrondissement de Limoux, au département de l'Aude, en tant que circonscription administrative de l'État, et à la région Occitanie.
Sur le plan électoral, elle dépend du canton de la Haute-Vallée de l'Aude pour l'élection des conseillers départementaux, depuis le redécoupage cantonal de 2014 entré en vigueur en 2015, et de la troisième circonscription de l'Aude  pour les élections législatives, depuis le redécoupage électoral de 1986.

### Liste des maires
| Période                                  | Période      | Identité        | Étiquette | Qualité |
| ---------------------------------------- | ------------ | --------------- | --------- | ------- |
| mars 2001                                | juillet 2020 | Robert Sanchez  |           |         |
| juillet 2020                             | En cours     | Didier Tricoire | LFI       |         |
| Les données manquantes sont à compléter. |              |                 |           |         |

## Démographie
| 1793 | 1800 | 1806 | 1821 | 1831 | 1836 | 1841 | 1846 | 1851 |
| ---- | ---- | ---- | ---- | ---- | ---- | ---- | ---- | ---- |
| 160  | 161  | 162  | 174  | 205  | 208  | 204  | 188  | 190  |

| 1856 | 1861 | 1866 | 1872 | 1876 | 1881 | 1886 | 1891 | 1896 |
| ---- | ---- | ---- | ---- | ---- | ---- | ---- | ---- | ---- |
| 172  | 174  | 173  | 126  | 155  | 156  | 137  | 128  | 120  |

| 1901 | 1906 | 1911 | 1921 | 1926 | 1931 | 1936 | 1946 | 1954 |
| ---- | ---- | ---- | ---- | ---- | ---- | ---- | ---- | ---- |
| 117  | 128  | 113  | 80   | 98   | 94   | 85   | 98   | 92   |

| 1962 | 1968 | 1975 | 1982 | 1990 | 1999 | 2006 | 2008 | 2013 |
| ---- | ---- | ---- | ---- | ---- | ---- | ---- | ---- | ---- |
| 76   | 69   | 59   | 52   | 43   | 49   | 54   | 55   | 49   |

| 2018 | 2022 | - | - | - | - | - | - | - |
| ---- | ---- | - | - | - | - | - | - | - |
| 53   | 50   | - | - | - | - | - | - | - |

## Économie

### Emploi
| Division       | 2008   | 2013   | 2018   |
| -------------- | ------ | ------ | ------ |
| Commune        | 13,8 % | 20 %   | 16,7 % |
| Département    | 10,2 % | 12,8 % | 12,6 % |
| France entière | 8,3 %  | 10 %   | 10 %   |

En 2018, la population âgée de 15 à 64 ans s'élève à 30 personnes, parmi lesquelles on compte 80 % d'actifs (63,3 % ayant un emploi et 16,7 % de chômeurs) et 20 % d'inactifs,. Depuis 2008, le taux de chômage communal (au sens du recensement) des 15-64 ans est supérieur à celui de la France et du département.
La commune est hors attraction des villes,. Elle compte 1 emplois en 2018, contre 1 en 2013 et 3 en 2008. Le nombre d'actifs ayant un emploi résidant dans la commune est de 19, soit un indicateur de concentration d'emploi de 5,3 % et un taux d'activité parmi les 15 ans ou plus de 55,8 %.
Sur ces 19 actifs de 15 ans ou plus ayant un emploi, 1 travaillent dans la commune, soit 5 % des habitants. Pour se rendre au travail, 94,7 % des habitants utilisent un véhicule personnel ou de fonction à quatre roues et 5,3 % n'ont pas besoin de transport (travail au domicile).

### Activités hors agriculture
3 établissements sont implantés  à Coustaussa au 31 décembre 2019.
Le secteur du commerce de gros et de détail, des transports, de l'hébergement et de la restauration est prépondérant sur la commune puisqu'il représente 66,7 % du nombre total d'établissements de la commune (2 sur les 3 entreprises implantées  à Coustaussa), contre 32,3 % au niveau départemental. Aucune exploitation agricole ayant son siège dans la commune n'est recensée lors du recensement agricole de 2010 (douze en 1988).

## Culture locale et patrimoine

### Lieux et monuments

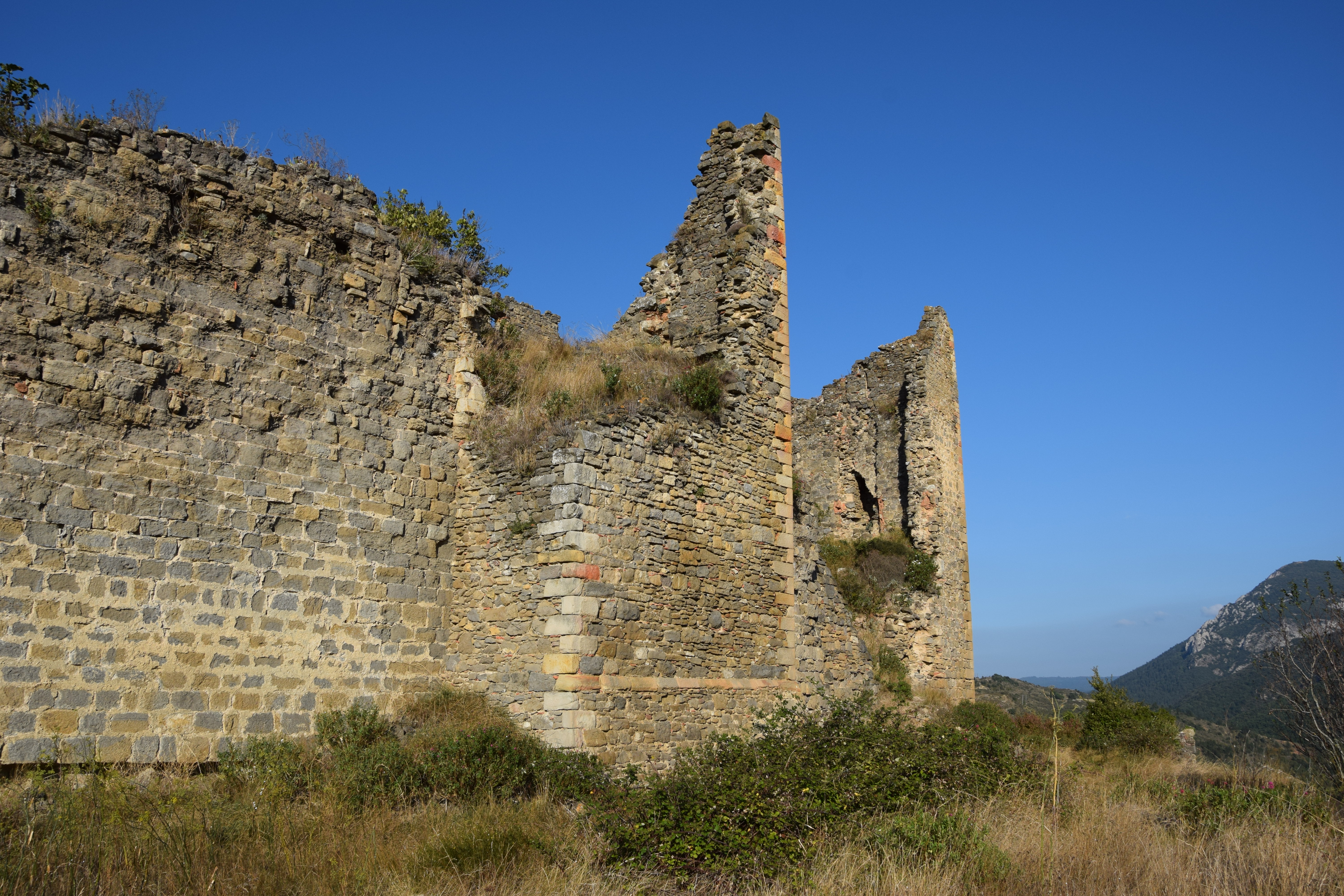
Les ruines du château.

- Château de Coustaussa.
- Église Saint-Pierre de Coustaussa.

### Héraldique
| Blason de Coustaussa | Blason  | De sinople au roc d'échiquier d'or.              |
| Blason de Coustaussa | Détails | Le statut officiel du blason reste à déterminer. |